# Europarlamentari pentru Regatul Unit 2004-2009
Această listă este o listă a membrilor Parlamentului European pentru Regatul Unit în sesiunea 2004-2009, aranjați după nume.
Vezi Alegeri pentru Parlamentul European, 2004 (UK) pentru o listă a ordonată după regiune.

## Membri curenți
| Nume                    | Regiune                  | Partid       | Grup parlamentar |
| ----------------------- | ------------------------ | ------------ | ---------------- |
| Jim Allister            | Northern Irelanda        | DUP          | NI               |
| Richard Ashworth        | South East England       | Conservative | EPP–ED           |
| Robert Atkins           | North West England       | Conservative | EPP–ED           |
| Elspeth Attwooll        | Scotland                 | LibDem       | ALDE             |
| Gerard Batten           | London                   | UKIP         | Ind & Dem        |
| Christopher Beazley     | East of England          | Conservative | EPP–ED           |
| Godfrey Bloom           | Yorkshire and the Humber | UKIP         | Ind & Dem        |
| Graham Booth            | South West England       | UKIP         | Ind & Dem        |
| John Bowis              | London                   | Conservative | EPP–ED           |
| Sharon Bowles           | South East England       | LibDem       | ALDE             |
| Philip Bradbourn        | West Midlands            | Conservative | EPP–ED           |
| Philip Bushill-Matthews | West Midlands            | Conservative | EPP–ED           |
| Martin Callanan         | North East England       | Conservative | EPP–ED           |
| Michael Cashman         | West Midlands            | Labour       | PES              |
| Giles Chichester        | South West England       | Conservative | EPP–ED           |
| Derek Clark             | East Midlands            | UKIP         | Ind & Dem        |
| Richard Corbett         | Yorkshire and the Humber | Labour       | PES              |
| Chris Davies            | North West England       | LibDem       | ALDE             |
| Bairbre de Brún         | Northern Irelanda        | Sinn Féin    | EUL-NGL          |
| Nirj Deva               | South East England       | Conservative | EPP–ED           |
| Den Dover               | North West England       | Conservative | EPP–ED           |
| Andrew Duff             | East of England          | LibDem       | ALDE             |
| James Elles             | South East England       | Conservative | EPP–ED           |
| Jillian Evans           | Wales                    | PC           | Greens–EFA       |
| Jonathan Evans          | Wales                    | Conservative | EPP–ED           |
| Robert Evans            | London                   | Labour       | PES              |
| Nigel Farage            | South East England       | UKIP         | Ind & Dem        |
| Glyn Ford               | South West England       | Labour       | PES              |
| Neena Gill              | West Midlands            | Labour       | PES              |
| Fiona Hall              | North East England       | LibDem       | ALDE             |
| Daniel Hannan           | South East England       | Conservative | EPP–ED           |
| Malcolm Harbour         | West Midlands            | Conservative | EPP–ED           |
| Chris Heaton-Harris     | East Midlands            | Conservative | EPP–ED           |
| Roger Helmer            | East Midlands            | Conservative | NI               |
| Mary Honeyball          | London                   | Labour       | PES              |
| Richard Howitt          | East of England          | Labour       | PES              |
| Ian Hudghton            | Scotland                 | SNP          | Greens–EFA       |
| Stephen Hughes          | North East England       | Labour       | PES              |
| Caroline Jackson        | South West England       | Conservative | EPP–ED           |
| Syed Kamall             | London                   | Conservative | EPP–ED           |
| Saj Karim               | North West England       | LibDem       | ALDE             |
| Robert Kilroy-Silk      | East Midlands            | Independent  | NI               |
| Glenys Kinnock          | Wales                    | Labour       | PES              |
| Timothy Kirkhope        | Yorkshire and the Humber | Conservative | EPP–ED           |
| Roger Knapman           | South West England       | UKIP         | Ind & Dem        |
| Jean Lambert            | London                   | Greens (E&W) | Greens–EFA       |
| Caroline Lucas          | South East England       | Greens (E&W) | Greens–EFA       |
| Sarah Ludford           | London                   | LibDem       | ALDE             |
| Liz Lynne               | West Midlands            | LibDem       | ALDE             |
| David Martin            | Scotland                 | Labour       | PES              |
| Linda McAvan            | Yorkshire and the Humber | Labour       | PES              |
| Arlene McCarthy         | North West England       | Labour       | PES              |
| Edward McMillan-Scott   | Yorkshire and the Humber | Conservative | EPP–ED           |
| Claude Moraes           | London                   | Labour       | PES              |
| Eluned Morgan           | Wales                    | Labour       | PES              |
| Ashley Mote             | South East England       | Independent  | ITS              |
| Mike Nattrass           | West Midlands            | UKIP         | Ind & Dem        |
| Bill Newton Dunn        | East Midlands            | LibDem       | ALDE             |
| Emma Nicholson          | South East England       | LibDem       | ALDE             |
| Jim Nicholson           | Northern Irelanda        | UUP          | EPP–ED           |
| Neil Parish             | South West England       | Conservative | EPP–ED           |
| John Purvis             | Scotland                 | Conservative | EPP–ED           |
| Brian Simpson           | North West England       | Labour       | PES              |
| Peter Skinner           | South East England       | Labour       | PES              |
| Alyn Smith              | Scotland                 | SNP          | Greens–EFA       |
| Struan Stevenson        | Scotland                 | Conservative | EPP–ED           |
| Catherine Stihler       | Scotland                 | Labour       | PES              |
| Robert Sturdy           | East of England          | Conservative | EPP–ED           |
| David Sumberg           | North West England       | Conservative | EPP–ED           |
| Charles Tannock         | London                   | Conservative | EPP–ED           |
| Jeffrey Titford         | East of England          | UKIP         | Ind & Dem        |
| Gary Titley             | North West England       | Labour       | PES              |
| Geoffrey van Orden      | East of England          | Conservative | EPP–ED           |
| Diana Wallis            | Yorkshire and the Humber | LibDem       | ALDE             |
| Graham Watson           | South West England       | LibDem       | ALDE             |
| John Whittaker          | North West England       | UKIP         | Ind & Dem        |
| Glenis Willmott         | East Midlands            | Labour       | PES              |
| Tom Wise                | East of England          | UKIP         | Ind & Dem        |

## Membri schimbați
| Nume              | Regiune            | Partid       | Dată              | Motivul plecării                                      |
| ----------------- | ------------------ | ------------ | ----------------- | ----------------------------------------------------- |
| Chris Huhne       | South East England | LibDem       | 11 May, 2005      | A demisionat la House of Commons                      |
| Theresa Villiers  | London             | Conservative | 11 May, 2005      | A demisionat la House of Commons                      |
| Phillip Whitehead | East Midlands      | Labour       | 31 December, 2005 | Decedat                                               |
| Terry Wynn        | North West England | Labour       | 27 August, 2006   | A demisionat în momentul în care a împlinit 60 de ani |